# Euphorbia buruana
Euphorbia buruana es una especie fanerógama perteneciente a la familia Euphorbiaceae. Es endémica de Kenia y Tanzania.

## Descripción
Es una pequeña planta perenne con tallos suculentos con espinas en los bordes. Tiene una raíz tuberosa de ± 10 cm de diámetro y un tallo muy reducido; numerosas ramas, débilmente erecta, alcanza un tamaño de ± 30 cm de alto, o con frecuencia semi-postrada de 60 cm de largo, simple o, en ocasiones ramificada, 3 (-4 )-angulada, de 1-4 cm de ancho.

## Ecología
Se encuentra en el suelo arenoso, entre la hierba en lugares abiertos de matorrales de Acacia y Commiphora; a una altitud de 600-1100 metros.
Es una especie de fácil cultivo.

## Taxonomía
Euphorbia buruana fue descrita por Ferdinand Albin Pax y publicado en Botanische Jahrbücher für Systematik, Pflanzengeschichte und Pflanzengeographie 34: 85. 1904.
Etimología
Euphorbia: nombre genérico que deriva del médico griego del rey Juba II de Mauritania (52 a 50 a. C. - 23), Euphorbus, en su honor – o en alusión a su gran vientre – ya que usaba médicamente Euphorbia resinifera. En 1753 Carlos Linneo asignó el nombre a todo el género.
buruana: epíteto